# Clark Fork (Idaho)
Clark Fork – miasto w Stanach Zjednoczonych, w stanie Idaho, w hrabstwie Bonner.